# Одиссея (мини-сериал)
«Одиссея» (англ. The Odyssey) — двухсерийный телефильм Андрея Кончаловского, снятый в Турции, на Мальте и острове Гоцо. Фильм является экранизацией знаменитых эпосов Гомера «Илиада» и «Одиссея» о долгом возвращении героя Троянской войны Одиссея (Улисса) на родину.

## Сюжет
Одиссей, царь небольшого острова Итаки спешит к жене Пенелопе, узнав о начале родов. На свет появляется его сын Телемах. Но в этот же день на горизонте появляется греческий флот, цари Менелай и Агамемнон приглашают Одиссея на войну. Одиссею, скрепя сердце, приходится подчиниться. Проходят десять лет ожесточённых боёв под стенами Трои, Одиссей сражается рядом с героем Ахиллом. Ахилл убивает знаменитого предводителя троянцев Гектора, но и сам вскоре погибает. Одиссей пускается на хитрость: греки оставляют на берегу огромного деревянного коня с воинами внутри, а сами делают вид, что уходят. Пленный грек рассказывает троянцам о вспышке чумы в лагере греков, проклиная своих товарищей, оставивших его одного. Прорицатель Лаоокон раскрывает замысел греков, но его убивают две исполинские морские змеи, посланные морским богом Посейдоном. Троянцы закатывают коня в город, ночью греки вылезают наружу и открывают ворота для «ушедших» и теперь вернувшихся своих.
Торжествующий Одиссей выходит на берег моря и бросает вызов богам. Бог Посейдон гневается на неблагодарного героя и обрекает его на бесконечные скитания по морю. И если бы не помощь со стороны другой могущественной богини Афины, он бы не смог попасть домой. Путешествие в родную Итаку царя Одиссея растягивается ещё на десять лет. За это время Одиссей переживает невероятные приключения: попадает на остров циклопов, где ослепляет Полифема за то, что тот убил и съел одного из его товарищей, оказывается на острове нимфы Калипсо, спасается от Сциллы и Харибды и даже спускается в подземное царство Аида, чтобы спросить про свою судьбу тень прорицателя Тиресия.
На родине в Итаке его продолжает ждать верная жена Пенелопа. Не в силах сопротивляться домогательствам многочисленных женихов, она дала обет выбрать себе жениха, когда закончит ткать саван для мужа. Все, кроме неё, разочаровались и попрощались с надеждой. Сын Одиссея Телемах отправился искать следы отца. Дом Одиссея разорён наглыми женихами Пенелопы. Но приходит конец путешествию: вернувшись, хитроумный Одиссей появляется в родном доме в облике нищего старика в день свадьбы Пенелопы и после одержанной в стрельбе из лука победы убивает женихов.

## Отличия от оригинала
Как отзывался сам Кончаловский, в фильме он хотел создать свободную фантазию по мотивам произведений Гомера. Автор сценария и режиссёр попытались сообщить сюжету большую натуралистичность, насколько это возможно для телевизионного сериала. Древнегреческим богам приданы реальные, физические черты высших существ, с которыми вполне могли общаться смертные. Повествование пространных эпосов сокращено, в фильме, например, не так подробно отражено посещение Одиссеем Эвмея (песнь 14 «Одиссея»).
Многие сюжетные ходы оригинала были намеренно изменены создателями. Как в «Илиаде», так и в «Одиссее» нет эпизода, присутствующего в фильме, когда в конце Троянской войны Одиссей выходит на берег моря и непочтительно отзывается о Посейдоне, чем вызывает его гнев. В эпосе Посейдон поначалу отказывался помогать Одиссею, так как был в плохих отношениях с его покровительницей Афиной, а окончательно разгневался после ослепления своего сына Полифема. В фильме товарищи Одиссея просто вонзают в глаз Полифема остро отточенное бревно, в поэме они нагревают на огне конец бревна.
В фильме Одиссей не спит несколько ночей и перед прибытием в Итаку ему дают выпить снотворного зелья. Этого сюжетного хода нет в «Одиссее».
В фильме последних спутников Одиссея убивают Сцилла и Харибда. В эпосе же они погибают из-за того, что Зевс насылает страшную бурю по просьбе бога Солнца Гелиоса, чьих быков они убили.
Неузнанный Одиссей в облике старца наставляет сына Телемаха. Пока не пришло время, Телемах умеряет свой гнев и даёт волю чувствам, когда начинается кровавая расправа над женихами. В эпосе этих разговоров нет, и Одиссей открывается сыну сразу, как только прибывает в Итаку. Об отце же Одиссея — Лаэрте, который дождался сына из Трои, не упоминается.

## В ролях
- Арманд Ассанте — царь Итаки Одиссей
- Грета Скакки — жена Одиссея Пенелопа
- Изабелла Росселлини — богиня мудрости Афина
- Ванесса Уильямс — нимфа Калипсо
- Джеральдин Чаплин — кормилица Одиссея Эвриклея
- Эрик Робертс — жених Пенелопы Эвримах
- Ирен Папас — мать Одиссея Антиклея
- Бернадетт Питерс — 'волшебница 'Цирцея
- Кристофер Ли — прорицатель из Фив Тиресий
- Йерун Краббе — царь феакийцев Алкиной
- Николас Клей — царь Спарты Менелай
- Винченцо Николи — Антиной
- Алан Стенсон — сын Одиссея и Пенелопы Телемах
- Тони Вогел — свинопас Евмей
- Майкл Дж. Поллард — бог - повелитель ветров Эол
- Ричард Труэт — герой Ахилл
- Йорго Вояджис — царь Микен Агамемнон
- Рон Кук — Эврибат, глашатай.

## Награды и премии
- 1997 — Прайм-таймовая премия «Эмми»
  - за лучшую режиссуру телевизионного мини-сериала (Андрей Кончаловский).
  - за лучшие специальные эффекты.
- 1998 — номинация на премию «Золотой глобус»
  - лучший телевизионный мини-сериал.
  - лучший актёр телевизионного мини-сериала.